# Dendrobium uniflorum
Dendrobium uniflorum är en orkidéart som beskrevs av William Griffiths. Dendrobium uniflorum ingår i släktet Dendrobium, och familjen orkidéer. Inga underarter finns listade i Catalogue of Life.

## Bildgalleri

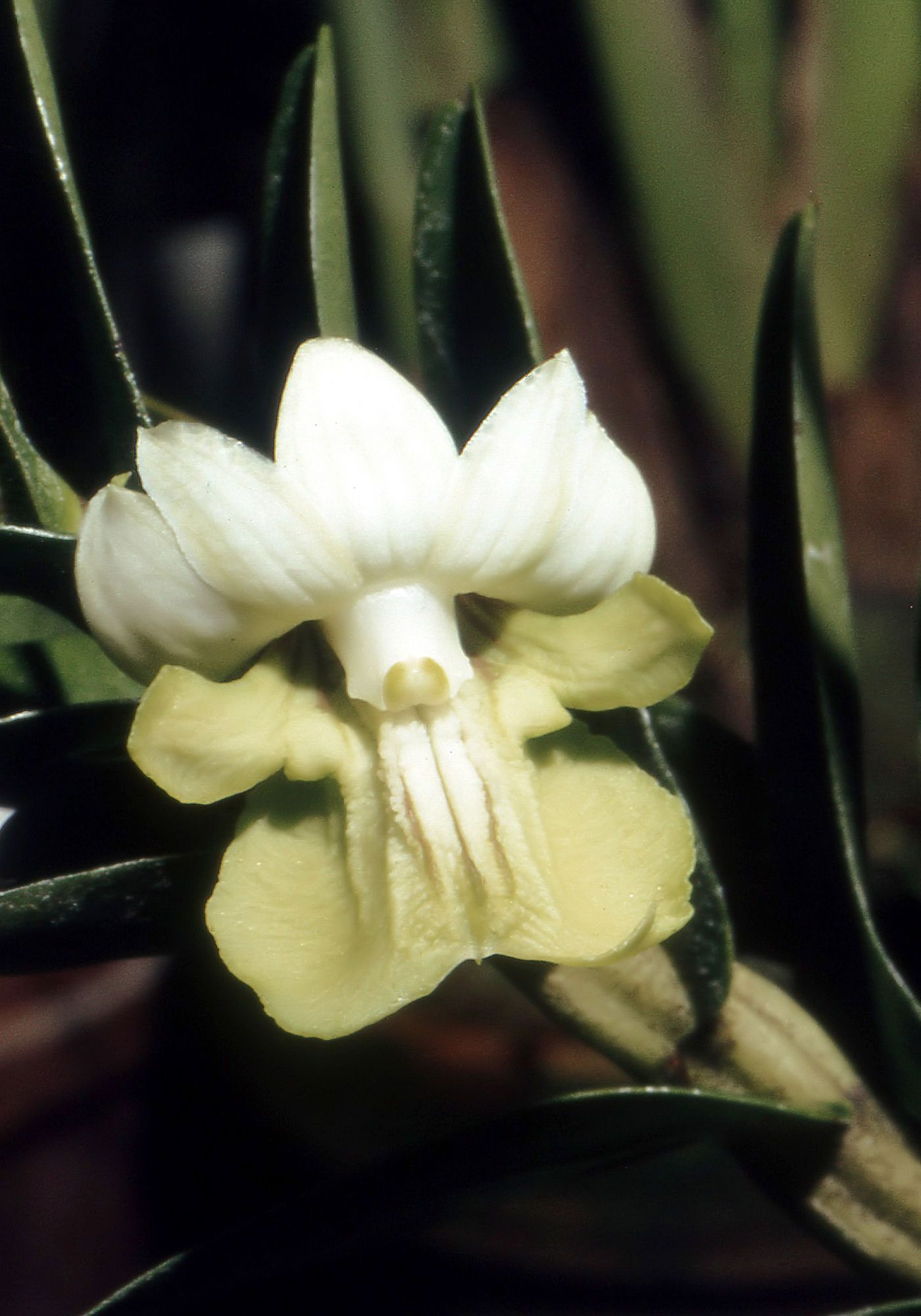
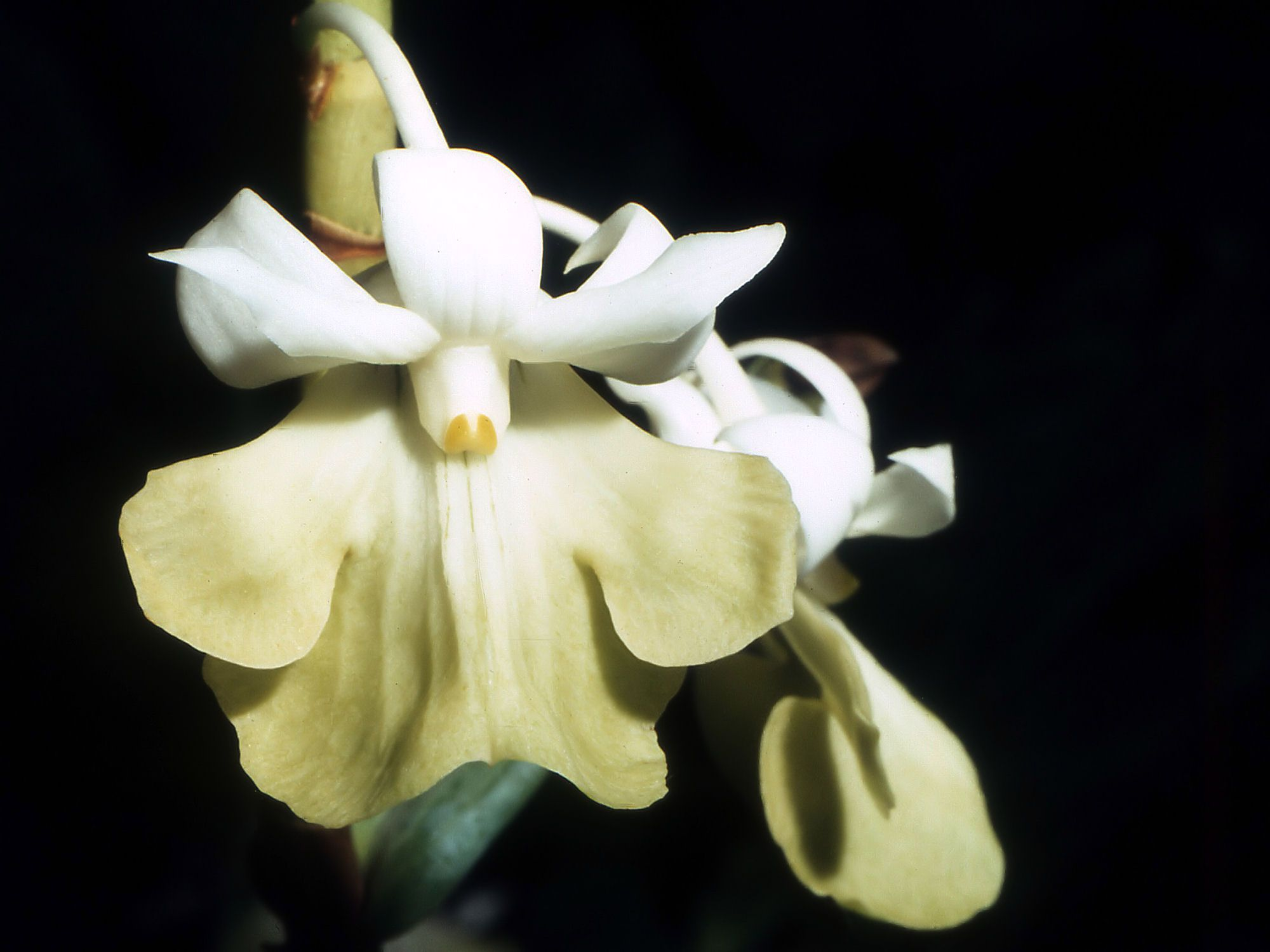